# Xylotrechus pavlovskii
Xylotrechus pavlovskii là một loài bọ cánh cứng trong họ Cerambycidae.